# Bromélia-zebra
A bromélia-zebra (nome popular) ou Aechmea chantinii (nome científico) é uma bromélia do gênero Aechmea.
Tem origem na região sul do continente americano.

## Características
Planta herbácea, muito usada na ornamentação de paisagens domésticas, com faixas transversais brancas sobre o fundo verde na parte adaxial e roxo escuro numa parte abaxial da folha. Cultivada geralmente de forma isolada em vasos, a planta tem preferência por ambientes de meia-sombra, com substracto permeável irrigado. Reproduz-se quer por brotamento do rizoma e por sementes.
Pode chegar a medir entre 40 e 80 centímetros.